# لويزفيل (كولورادو)
لويزفيل (بالإنجليزية: Louisville, Colorado)‏ هي مدينة تقع في مقاطعة بولدر بولاية كولورادو في الولايات المتحدة. تأسست عام 1877، تبلغ مساحتها 20.7 (كم²)، وترتفع عن سطح البحر 1626 م، بلغ عدد سكانها 18376 نسمة في عام 2010 حسب إحصاء مكتب تعداد الولايات المتحدة وتصل الكثافة السكانية فيها 899.8 نسمة/كم2.

## أعلام
- هيلاري كروز
- جاك فيشر
- ليمان كورير
- وليام برايت